# Omelkove, Starobilsk
Omelkove (în ucraineană Омелькове) este un sat în comuna Șulhînka din raionul Starobilsk, regiunea Luhansk, Ucraina.

## Demografie
Componența lingvistică a localității Omelkove
     Ucraineană (95,24%)
     Rusă (4,76%)
Conform recensământului din 2001, majoritatea populației localității Omelkove era vorbitoare de ucraineană (95,24%), existând în minoritate și vorbitori de rusă (4,76%).